# Cymbopetalum abacophyllum
Cymbopetalum abacophyllum là loài thực vật có hoa thuộc họ Na. Loài này được N.A.Murray mô tả khoa học đầu tiên năm 1993.